# Alfredo Conde
Alfredo Conde Cid (Allariz, provincia de Orense, 5 de enero de 1945) es un escritor y político español en lengua gallega y castellana.

## Biografía
Nació en el seno de una familia galleguista de clase media. Estudió Náutica en la Escuela Superior de Náutica de La Coruña e Historia en la Universidad de Santiago de Compostela. Trabajó como marino y también como profesor de Historia en un colegio privado. Fue diputado en el Parlamento de Galicia como independiente en el grupo del PSdeG (1981-1993) y consejero de Cultura con Fernando González Laxe (1987-1990). Fue el primer vicepresidente de la Asociación de Escritores en Lingua Galega  (AELG) y primer presidente del PEN Club de Galicia (1990-1991) cargos de los que dimitió una vez que dejó organizados dos congresos internacionales de ambos. Entre otros idiomas, ha sido traducido al inglés,  italiano, chino, francés o ruso, once libros suyos están en esta última lengua.

## Premios
- Premio Nadal
- Premio Nacional de Literatura
- Premio Grinzane Cavour
- Premio Julio Camba de periodismo
- Premio Fernández Latorre de periodismo
- Premio Nacional de La Crítica
- Premio Crítica Galicia
- Premio Blanco Amor de Novela
- Premio Chiton de Novela
- Premio Guimaraes de Cuentos
- Medalla Castelao[1]